# Miele rosato
Il miele rosato è un prodotto terapeutico a base di miele depurato ed estratto di rosa con qualità emollienti ed astringenti.
Viene impiegato soprattutto per i bambini molto piccoli nel periodo della dentizione per alleviare i dolori ed aiutare la fuoriuscita dei denti da latte.
Il miele utilizzato è depurato in quanto, finché il bambino non raggiunge i 12 mesi di età non possiede un particolare enzima adatto a metabolizzare la tossina botulinica a volte presente nel miele. Tale tossina è stata indicata come una delle possibili cause di SIDS (morte in culla improvvisa).